# Milan Hejduk
Milan Hejduk  (né le 14 février 1976 à Ústí nad Labem en Tchécoslovaquie, par la suite ville de République tchèque) est un joueur professionnel tchèque de hockey sur glace retraité. Il commence sa carrière en jouant pour HC Pardubice dans le championnat de République tchèque, l'Extraliga.  Il est repêché par les Nordiques de Québec de la Ligue nationale de hockey lors du repêchage 1994. Depuis 1998, il joue dans la LNH avec l'Avalanche du Colorado avec qui il remporte la Coupe Stanley en 2001. En 2004-2005, il remporte le titre de champion de République tchèque avec Pardubice.
Il est joueur international avec l'équipe de République tchèque depuis le championnat du monde junior 1995. Il est sacré champion olympique lors des Jeux olympiques 1998 qui se jouent à Nagano au Japon.

## Biographie

### Sa carrière débuts en République tchèque
Milan Hejduk est le fils de Blanka et de Milan Hejduk. Il est né le 14 février 1976 dans la ville de Ústí nad Labem, située à environ 90 kilomètres au Nord de la capitale, Prague. Son père occupe alors le poste d'entraîneur pour une équipe junior de Tchécoslovaquie alors que sa mère est une joueuse professionnelle de tennis. Il fait ses débuts en tant que professionnel en 1993-1994 en jouant au sein du HC Pardubice dans le championnat de République tchèque, l'Extraliga. L'équipe termine à la sixième place du classement mais passe tous les tours des séries éliminatoires pour finalement perdre en finale contre le HC Olomouc. Il n'est âgé que de 18 ans et est élu meilleur espoir du championnat.
Au cours de l'été qui suit, il participe au repêchage d'entrée de la Ligue nationale de hockey les 28 et 29 juin 1994. Il est sélectionné lors de la quatrième ronde, le 87e joueur par les Nordiques de Québec. Il ne rejoint pas pour autant la LNH et reste jouer pour son équipe en République tchèque. Il joue ainsi pendant quatre nouvelles saisons avec Pardubice ; au cours des deux premières l'équipe lutte pour le maintien alors qu'en 1996-1997, l'équipe perd en demi-finales contre le futur champion : HC Petra Vsetín. Pardubice est la seule équipe à réussir à remporter un match contre Vsetín lors des séries : ils remportent la troisième rencontre en prolongation grâce à un but de Hejduk mais sont tout de même éliminés 3 matchs à 1. L'équipe perd par la suite pour la troisième place contre le Sparta Prague.

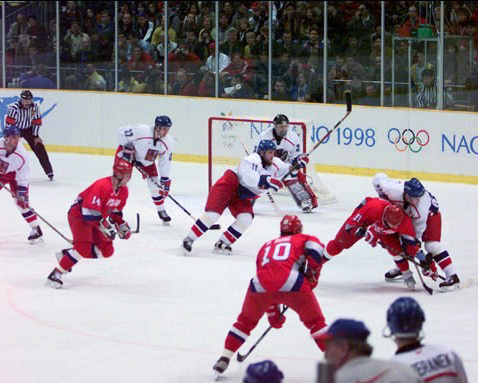
Finale des Jeux olympiques de 1998.

Après avoir joué le championnat du monde junior de 1995 puis celui de 1996, il fait ses premiers pas avec l'équipe nationale tchèque en novembre 1996. En club, Hejduk joue une dernière saison dans son pays en 1997-1998. L'équipe termine à la huitième place du classement, la dernière qualificative pour les séries. Pardubice est tout de même éliminé lors du premier tour contre Vsetín en trois matchs.
Les Jeux olympiques d'hiver sont joués à Nagano au Japon. Pour la première fois depuis l'introduction de la compétition dans le programme officiel des jeux, les joueurs de la LNH sont autorisés à jouer et le comité d'organisation olympique décide alors de qualifier directement six nations pour le deuxième tour du tournoi : le Canada, les États-Unis, la Finlande, la Russie, la Suède et enfin la République tchèque. Hejduk est laissé au repos pour les matchs de qualification et fait ses débuts dans l'équipe pour les quarts-de-finale contre les États-Unis, une victoire 4-1. Il participe par la suite à tous les matchs de son équipe et remporte ainsi la médaille d'or en finale des jeux. En finale, les tchèques emmenés par Dominik Hašek dans les buts et par un but de Petr Svoboda battent les Russes sur le score de 1-0.
En juillet 1998, il signe son premier contrat dans la LNH avec la nouvelle forme des Nordiques. En effet, depuis la saison 1995-1996, la franchise du Québec est déménagée et porte le nom de l'Avalanche du Colorado.

### Ses débuts dans la Ligue nationale de hockey

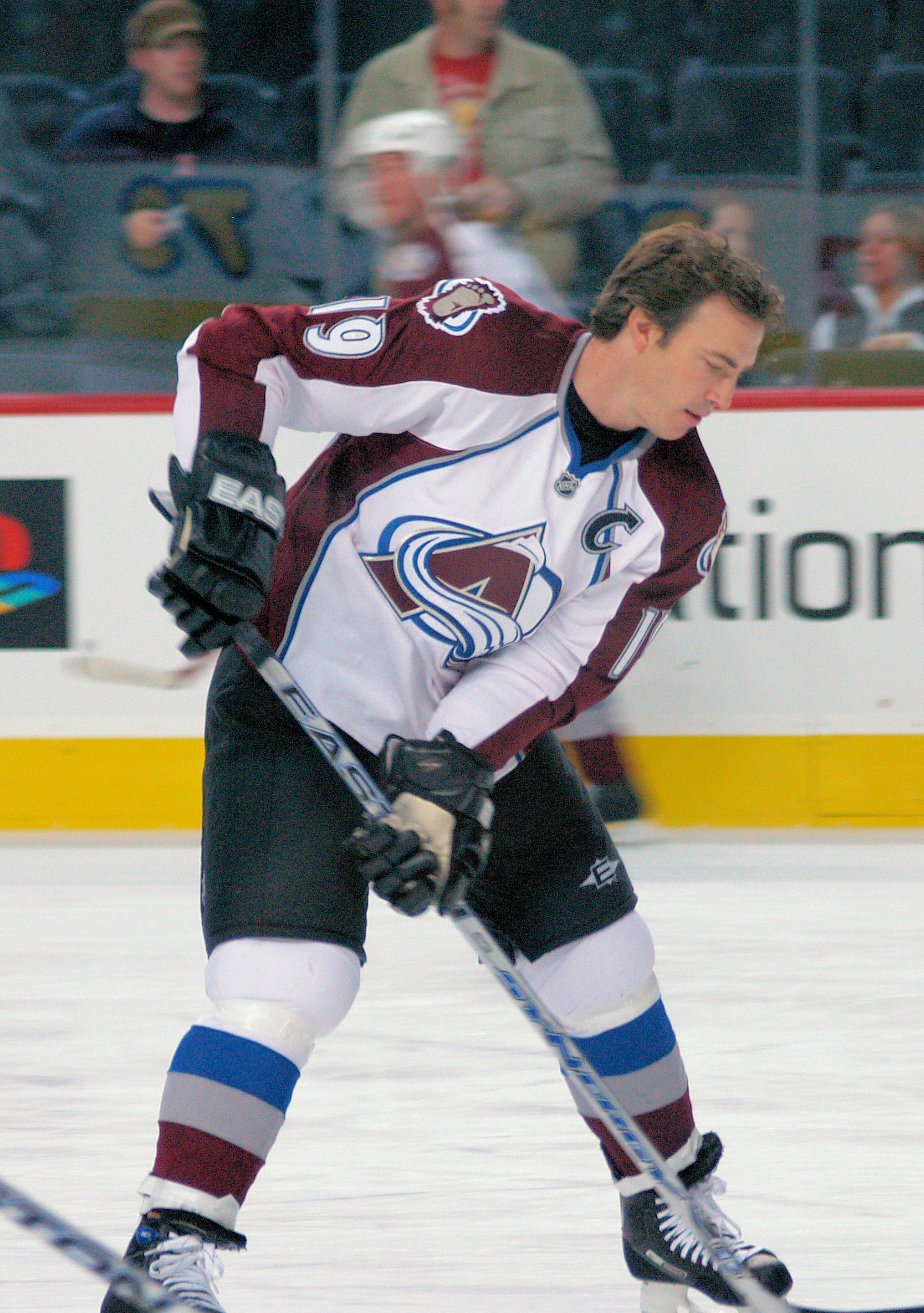
À partir de 1998, Hejduk joue sur la même ligne que Joe Sakic.

Hejduk rejoint donc la franchise du Colorado pour la saison 1998-1999. En tant qu'ailier droit, il est associé à Peter Forsberg au centre et à Joe Sakic sur l'autre aile. Il inscrit son premier but et sa première passe décisive dans la LNH lors de son premier match contre les Sénateurs d'Ottawa, une défaite 4-3.  Le joueur tchèque participe aux 82 matchs de la saison régulière inscrivant 14 buts et 34 passes décisives. Il est ainsi le meilleur pointeur de la saison régulière au niveau des rookies de la ligue. Les joueurs de l'Avalanche remportent la division Nord-Ouest, nouvellement créée pour accueillir les Predators de Nashville dans la conférence de l'Ouest. L'Avalanche est la deuxième meilleure équipe de cette dernière derrière les Stars de Dallas. Qualifiés pour les séries, les joueurs de l'Avalanche battent au premier tour les Sharks de San José en six matchs ; à titre personnel, Hejduk inscrit les buts des victoires en prolongation lors du deuxième et sixième match. L'équipe élimine ensuite les Red Wings de Détroit, également en six rencontres et accède à la finale de la conférence de l'Ouest contre les champions de la saison régulière, les Stars de Dallas. Ce sont ces derniers qui remportent la série au terme de sept matchs alors que le champion Olympique manque les deux dernières rencontres après s'être cassé la clavicule. À l'issue de la saison, il est élu comme membre de l'équipe d'étoiles des recrues de la LNH alors qu'il finit meilleur buteur rookie des séries. Il ne remporte pas pour autant comme meilleur rookie de la saison puisque cet honneur revient à son coéquipier, Chris Drury. Il finit ainsi troisième au classement du trophée Calder derrière Drury et Marián Hossa.
Pour sa deuxième saison dans la LNH, en 1999-2000, il joue encore une fois l'intégralité des rencontres et finit également meilleur buteur de la saison de l'équipe avec 36 réalisations. Auteur d'autant de passes décisives, il est le deuxième meilleur pointeur de la franchise derrière son capitaine, Sakic. Au cours de la saison, Hejduk est sélectionné pour jouer le 50e Match des étoiles de la LNH au sein de la formation mondiale, opposée à une sélection de joueurs d'Amérique du Nord. Auteur d'une passe décisive, il aide les siens à l'emporter 9 buts à 6. À la fin de la saison, l'équipe se classe à la première place de la division Nord-Ouest, troisième meilleure équipe de la conférence de l'Ouest. Encore une fois l'Avalanche passe les deux premiers tours et l'équipe de Denver retrouve en finale de conférence les Stars de Dallas, champions en titre de la Coupe. L'histoire se répète puisque les sept matchs sont une nouvelle fois joués et une nouvelle fois, les Stars en sortent vainqueurs.

### 2000-01, la Coupe Stanley

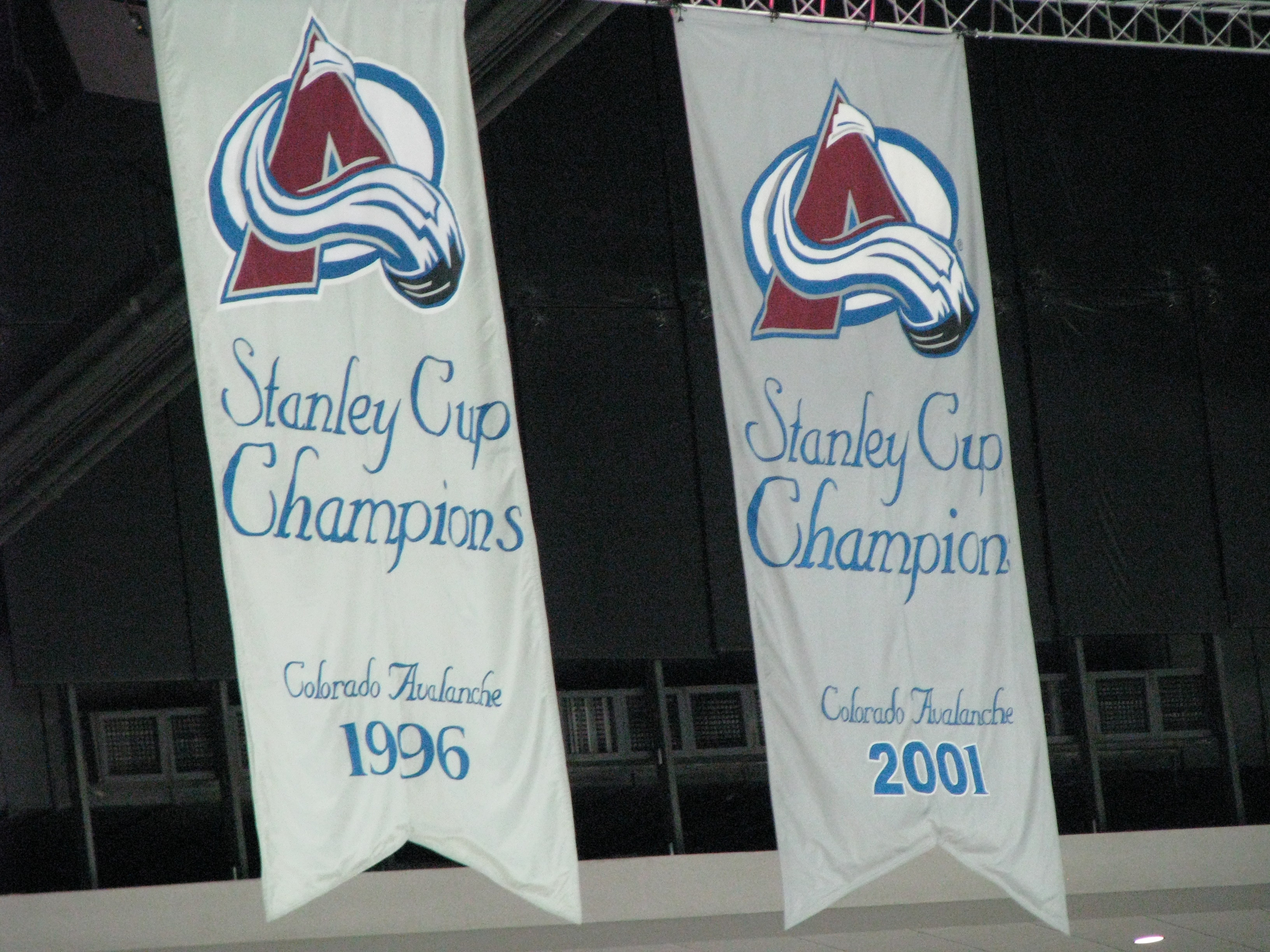
Les bannières accrochées dans la patinoire de l'Avalanche et célébrant les deux Coupes Stanley.

Hejduk, Forsberg, Sakic et les autres joueurs de l'équipe du Colorado terminent la saison 2000-2001 à la première place de la ligue avec un total de 118 points, deuxième fois de la courte histoire de la franchise. Après deux saisons complète, Hejduk joue la quasi-totalité de la saison, ne manquant que deux matchs : il met fin à une série de 205 matchs consécutifs à la suite d'une blessure contractée en janvier 2000. Au cours de la saison, le 51e Match des étoiles de la LNH se joue dans la patinoire de l'Avalanche, le Pepsi Center. Forsberg est désigné capitaine de l'équipe de la sélection mondiale alors qu'Hejduk est également sélectionné. Il inscrit un but sans que cela empêche la sélection mondiale de perdre 14 buts à 12. À l'issue de la saison régulière, Hejduk termine troisième meilleur pointeur de l'équipe derrière Sakic et Forsberg.
Les joueurs de l'Avalanche éliminent au premier tour les Canucks de Vancouver en quatre rencontres, les Kings de Los Angeles en sept dates et enfin les Blues de Saint-Louis en cinq matchs. Ils parviennent à la finale de la Coupe Stanley pour la deuxième fois de leur histoire. L'Avalanche affronte les Devils du New Jersey en finale et remporte sa deuxième Coupe Stanley de son histoire en sept matchs,. Avec 23 points, il est le deuxième meilleur pointeur à égalité avec Patrik Eliáš, des Devils, trois points derrière Sakic ; Hejduk est le meilleur passeur des séries avec seize réalisations.

### Entre 2001 et 2004

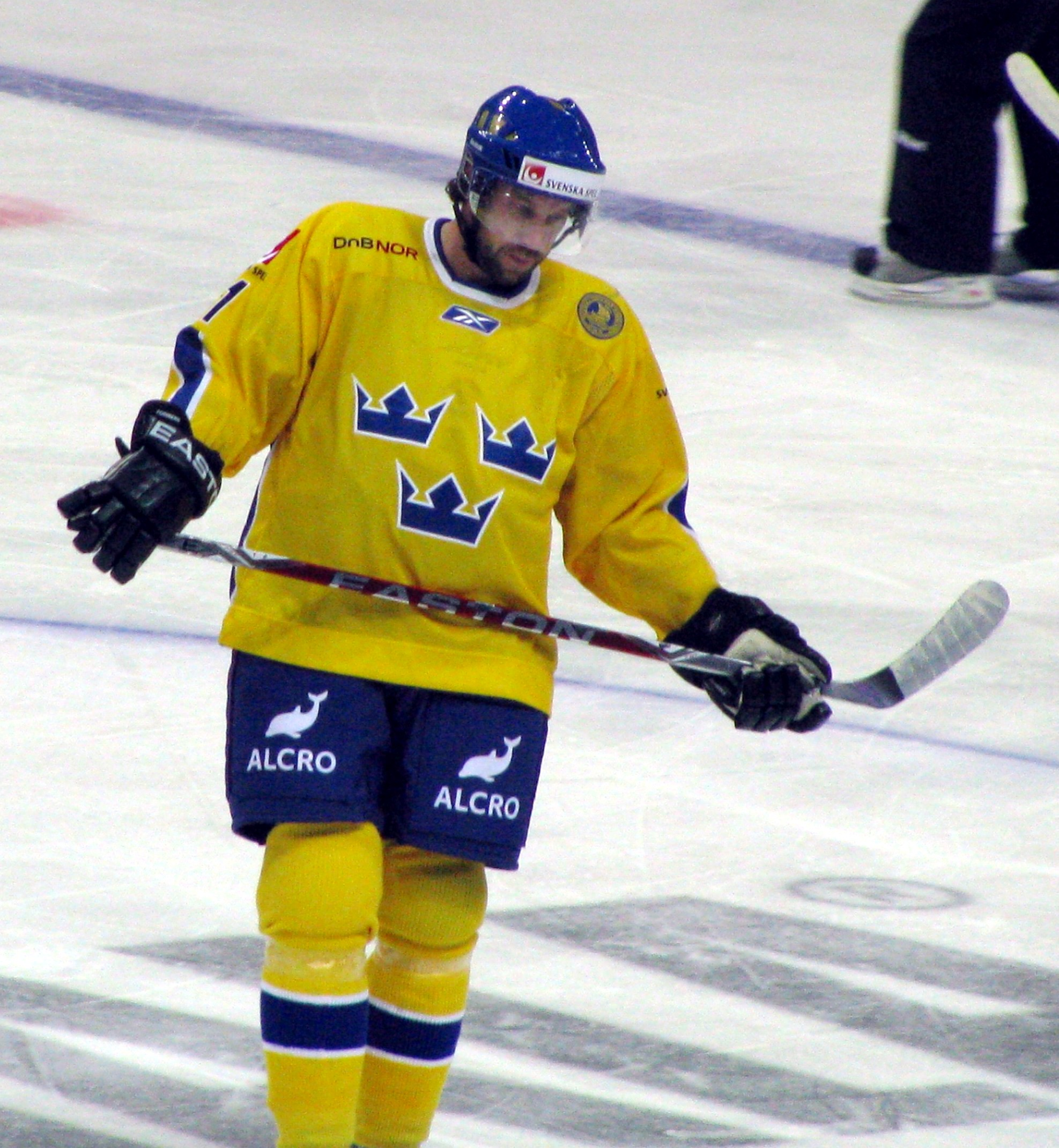
Hejduk et Peter Forsberg (ici avec le maillot de l'équipe nationale de Suède) sont coéquipiers pendant plus de six saisons.

En 2002-2003, Hejduk connaît sa meilleure saison en comptabilisant 98 points, le plus haut total de sa carrière. Il est le deuxième pointeur de l'équipe derrière Peter Frosberg. Il est également le quatrième pointeur de la saison, derrière Forsberg avec 106 points, Markus Näslund des Canucks de Vancouver avec 104 et Joe Thornton des Bruins de Boston qui totalise 102 points. Forsberg et  Hejduk finissant avec un différentiel plus-moins de +52, les deux joueurs de Denver reçoivent conjointement le trophée plus-moins de la LNH. Lors de la dernière rencontre du calendrier de la saison régulière, Hejduk inscrit son 50e but. Avec deux de plus que Näslund, le joueur tchèque est le meilleur buteur de la saison et reçoit alors le trophée Maurice-Richard ; il est le premier joueur de l'histoire de la franchise à remporter cet honneur. Hejduk est mis en avant par la LNH en étant sélectionné dans la deuxième équipe d'étoiles de la saison.

### 2004-2005, un nouveau titre de champion

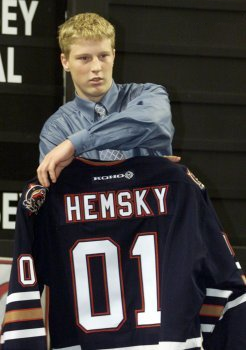
Aleš Hemský, champion avec Hejduk en 2004-2005.

Le 15 septembre 2004, la LNH décide un lock-out et au mois de février, Gary Bettman annonce officiellement l'annulation complète de la saison 2004-2005 de la LNH, faute d'avoir trouvé une entente concernant une nouvelle convention collective entre la Ligue et l'Association des joueurs. Hejduk décide comme de nombreux autres joueurs de la LNH de prendre le chemin de l'Europe et de l'Extraliga. Il fait ainsi son retour dans son club de Pardubice en compagnie d'Aleš Hemský. En 48 matchs joués, Hedjuk termine deuxième meilleur pointeur de la saison régulière 2004-2005 avec quatre points de moins que Michal Mikeska qui compte 55 points.
Au premier tour des séries, l'équipe de Pardubice élimine le HC Rabat Kladno en sept matchs grâce à un doublé de Hejduk lors du dernier match, une victoire 3-1. Pardubice bat le HC Bílí Tygři Liberec en demi-finale des séries en cinq matchs et accède ainsi à la finale du championnat contre le premier de la saison régulière, HC Hamé Zlín. Pardubice remporte le quatrième titre de son histoire grâce à la performance de Hemský qui finit meilleur pointeur des séries avec 14 points. Hejduk comptabilise, quant à lui, 8 points en 16 rencontres dont le but de la victoire lors du quatrième match de la finale.

### La suite de sa carrière
En août 2005, il signe une prolongation de contrat avec l'Avalanche pour cinq nouvelles saisons.
Le 17 mars 2010, il dépasse pour la dixième saison consécutive le plateau des 20 buts.
À l'âge de 37 ans, le 13 novembre 2013, il annonce son retrait de la compétition.

## Vie privée
Milan Hejduk est marié à Zlatuse et ensemble, ils ont deux fils jumeaux, Marek et David, nés en 2004.

## Statistiques

### Statistiques en club
| Saison     | Équipe                      | Ligue      |       | Saison régulière | Saison régulière | Saison régulière | Saison régulière | Saison régulière |    | Séries éliminatoires | Séries éliminatoires | Séries éliminatoires | Séries éliminatoires | Séries éliminatoires |
| Saison     | Équipe                      | Ligue      | PJ    | B                | A                | Pts              | Pun              | PJ               | B  | A                    | Pts                  | Pun                  |                      |                      |
| 1993-1994  | HC Pardubice                | Extraliga  | 32    | 11               | 4                | 15               | 0                | 10               | 5  | 1                    | 6                    | 0                    |                      |                      |
| 1994-1995  | HC Pardubice                | Extraliga  | 49    | 14               | 14               | 28               | 6                | 6                | 3  | 1                    | 4                    | 0                    |                      |                      |
| 1995-1996  | HC Pojišťovna IB Pardubice  | Extraliga  | 37    | 13               | 7                | 20               | 4                | -                | -  | -                    | -                    | -                    |                      |                      |
| 1996-1997  | HC Pojišťovna IB Pardubice  | Extraliga  | 51    | 27               | 11               | 38               | 10               | 10               | 6  | 0                    | 6                    | 27                   |                      |                      |
| 1997-1998  | HC IPB Pojišťovna Pardubice | Extraliga  | 48    | 26               | 19               | 45               | 20               | 3                | 0  | 0                    | 0                    | 2                    |                      |                      |
| 1998-1999  | Avalanche du Colorado       | LNH        | 82    | 14               | 34               | 48               | 26               | 16               | 6  | 6                    | 12                   | 4                    |                      |                      |
| 1999-2000  | Avalanche du Colorado       | LNH        | 82    | 36               | 36               | 72               | 16               | 17               | 5  | 4                    | 9                    | 6                    |                      |                      |
| 2000-2001  | Avalanche du Colorado       | LNH        | 80    | 41               | 38               | 79               | 36               | 23               | 7  | 16                   | 23                   | 6                    |                      |                      |
| 2001-2002  | Avalanche du Colorado       | LNH        | 62    | 21               | 23               | 44               | 24               | 16               | 3  | 3                    | 6                    | 4                    |                      |                      |
| 2002-2003  | Avalanche du Colorado       | LNH        | 82    | 50               | 48               | 98               | 32               | 7                | 2  | 2                    | 4                    | 2                    |                      |                      |
| 2003-2004  | Avalanche du Colorado       | LNH        | 82    | 35               | 40               | 75               | 20               | 11               | 5  | 2                    | 7                    | 0                    |                      |                      |
| 2004-2005  | HC Moeller Pardubice        | Extraliga  | 48    | 25               | 26               | 51               | 14               | 16               | 6  | 2                    | 8                    | 6                    |                      |                      |
| 2005-2006  | Avalanche du Colorado       | LNH        | 74    | 24               | 34               | 58               | 24               | 9                | 2  | 6                    | 8                    | 2                    |                      |                      |
| 2006-2007  | Avalanche du Colorado       | LNH        | 80    | 35               | 35               | 70               | 44               | -                | -  | -                    | -                    | -                    |                      |                      |
| 2007-2008  | Avalanche du Colorado       | LNH        | 77    | 29               | 25               | 54               | 36               | 10               | 3  | 3                    | 6                    | 4                    |                      |                      |
| 2008-2009  | Avalanche du Colorado       | LNH        | 82    | 27               | 32               | 59               | 16               | -                | -  | -                    | -                    | -                    |                      |                      |
| 2009-2010  | Avalanche du Colorado       | LNH        | 56    | 23               | 21               | 44               | 10               | 3                | 1  | 0                    | 1                    | 0                    |                      |                      |
| 2010-2011  | Avalanche du Colorado       | LNH        | 71    | 22               | 34               | 56               | 18               | -                | -  | -                    | -                    | -                    |                      |                      |
| 2011-2012  | Avalanche du Colorado       | LNH        | 81    | 14               | 23               | 37               | 14               | -                | -  | -                    | -                    | -                    |                      |                      |
| 2012-2013  | Avalanche du Colorado       | LNH        | 29    | 4                | 7                | 11               | 0                | -                | -  | -                    | -                    | -                    |                      |                      |
| Totaux LNH | Totaux LNH                  | Totaux LNH | 1 020 | 375              | 430              | 805              | 316              | 112              | 34 | 42                   | 76                   | 28                   |                      |                      |

### Statistiques en équipe nationale
| Année | Équipe                    | Compétition                 |   | PJ | B | A | Pts | Pun                     |  | Résultat |
| 1995  | République tchèque junior | Championnat du monde junior | 7 | 1  | 3 | 4 | 14  | 6e place                |  |          |
| 1996  | République tchèque junior | Championnat du monde junior | 6 | 0  | 0 | 0 | 0   | 4e place                |  |          |
| 1998  | République tchèque        | Jeux olympiques             | 4 | 0  | 0 | 0 | 2   | Médaille d'or           |  |          |
| 1998  | République tchèque        | Championnat du monde        | 1 | 0  | 0 | 0 | 0   | Médaille de bronze      |  |          |
| 2002  | République tchèque        | Jeux olympiques             | 4 | 1  | 0 | 1 | 0   | 5e place                |  |          |
| 2003  | République tchèque        | Championnat du monde        | 7 | 5  | 1 | 6 | 2   | 4e place                |  |          |
| 2004  | République tchèque        | Coupe du monde              | 4 | 3  | 2 | 5 | 2   | Éliminés en demi-finale |  |          |
| 2006  | République tchèque        | Jeux olympiques             | 8 | 2  | 1 | 3 | 2   | Médaille de bronze      |  |          |

## Trophées et honneurs personnels

### Extraliga
- 1993-1994 : meilleur espoir
- 2004-2005 : champion des séries éliminatoires

### Ligue nationale de hockey
- 1998-1999
  - Meilleur buteur de la saison et des séries pour les recrues
  - Élue dans l'équipe d'étoiles des recrues
- 2000-2001
  - Meilleur passeur des séries éliminatoires
  - Remporte la Coupe Stanley
- 2002-2003
  - Meilleur buteur de la saison – 50 buts – et remporte le trophée Maurice-Richard
  - Meilleur différentiel plus-moins – +52 – à égalité avec Peter Forsberg. Les deux joueurs remportent ensemble le trophée plus-moins de la LNH
  - Sélectionné dans la deuxième équipe d'étoiles

### Internationaux
- 1998 : champion Olympique
- 2003 : Crosse d'Or tchèque